# A Little South of Sanity
Ne pas confondre avec le film South of Sanity.
Albums de Aerosmith
Nine Lives
(1997) Just Push Play
(2001)
A Little South of Sanity est un double album live du groupe de hard rock Aerosmith. L'album a été publié en 1998, et fut enregistré durant les tournées de Get a Grip et de Nine Lives. Il a atteint la douzième place dans le Billboard 200 et la sixième place dans le « Top Canadian Album ».

## Liste des titres

### Disque 1
| No  | Titre                                     | Durée |
| --- | ----------------------------------------- | ----- |
| 1.  | Eat The Rich                              |       |
| 2.  | Love In an Elevator                       |       |
| 3.  | Falling In Love (Is So Hard On The Knees) |       |
| 4.  | Same Old Song And Dance                   |       |
| 5.  | Hole In My Soul                           |       |
| 6.  | Monkey On My Back                         |       |
| 7.  | Livin' On The Edge                        |       |
| 8.  | Cryin'                                    |       |
| 9.  | Rag Doll                                  |       |
| 10. | Angel                                     |       |
| 11. | Janie's Got A Gun                         |       |
| 12. | Amazing                                   |       |

### Disque 2
| No  | Titre                    | Durée |
| --- | ------------------------ | ----- |
| 1.  | Back In The Saddle       |       |
| 2.  | Last Child               |       |
| 3.  | The Other Side           |       |
| 4.  | Walk On Down             |       |
| 5.  | Dream On                 |       |
| 6.  | Crazy                    |       |
| 7.  | Mama Kin                 |       |
| 8.  | Walk This Way            |       |
| 9.  | Dude (Looks Like A Lady) |       |
| 10. | What It Takes            |       |
| 11. | Sweet Emotion            |       |

## Musiciens
- Steven Tyler : Chant, harmonica
- Joe Perry : Guitare solo, chant
- Brad Whitford : Guitare rythmique
- Tom Hamilton : Basse
- Joey Kramer : Batterie

### Musiciens supplémentaires
- Thom Gimbel : Clavier, chœurs
- Russ Irwin : Clavier, chœurs